# Монети середньовічного Афганістану (Нікудерійська Орда, Чагатайський улус)
Монети середньовічного Близького Сходу на територіях сучасного Афганістану, карбувалися і знаходились в обігу після оголошення у 1256 році Хулагу-ханом держави Хулагуїдів та створення у 1269 році на сході держави Нікудерійської Орди під управлінням чаґатаїдів. Карбувалися монети різних номіналів до кінця 70 років XIV ст. На початку 80-х років XIV ст. території східного Хорасану відійшли під управління тимуридів.

## Середньовічний Афганістан у часи панування чаґатаїдів

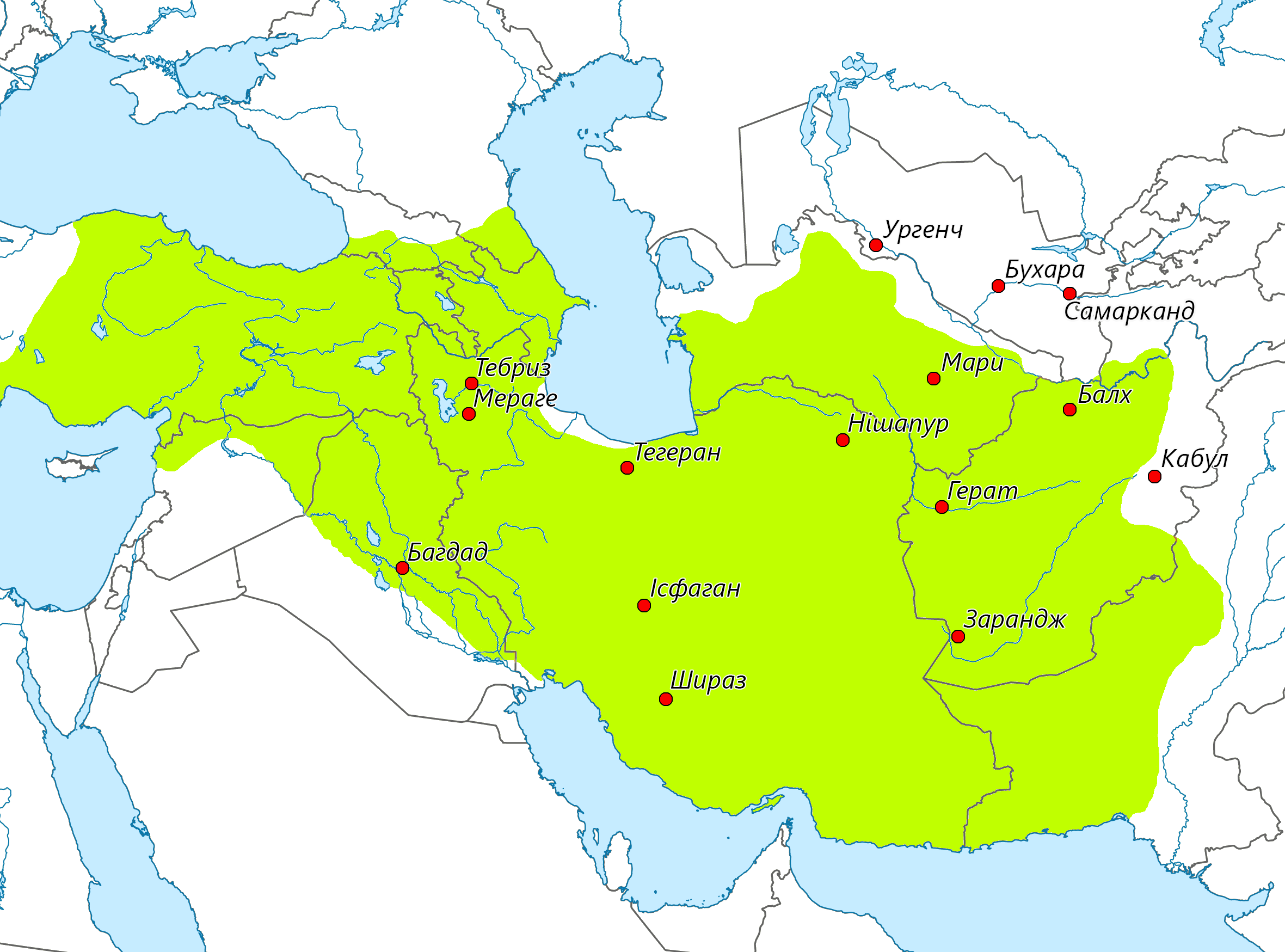
Держава Хулагуїдів. 1256—1335 роки

У 1256 році, під час чергового монгольського походу на Близький Схід, чингізидом Хулагу-ханом були завойовані остаточно території Хорасану. В ті ж роки Хулагу оголосив про створення власної держави — улусу Хулагу. Держава Хулагуїдів була визнана у 1261 році імператором династії Юань Хубілаєм, який надав Хулагу титул ільхана. У 1269—1270 роках під керуванням Барак-хана, під час першого захоплення чагатайськими військами поселень Газні, Бадахшану, Хосту та інших міст східного Хорасану, караунаси-нікудерійці присягнулися на вірність чаґатайському хану. В ті роки еміром Нікудером-огланом (1262—1275), племінником Чаґатая, у східній частині улусу Хулагу була заснована Нікудерійська Орда. Війська нікудерійських емірів постійно брали участь разом з чаґатаїдами у завойовницьких війнах. У 1334 році, після смерті чагатайського хана Тармаширіна, Нікудерійська Орда припинила своє існування. Влада, до захоплення територій на сході Хорасану тимуридами, повністю перейшла до династій чаґатаїдів та нікудеридів. Після смерті ільхана Абу-Саїда у жовтні 1335 року, улус Хулагу припинив своє існування. На територіях колишнього улусу Хулагу певний період правили нові династії — музаффариди та чобаніди.
За часів правління чаґатайського хана Баян-Кулі (1348—1358) з'являються срібні монети карбовані за нестандартною ваговою нормою в Гераті — 4,25 гр. динар та подвійний динар вагою 8,5 гр. Кухістанські монетні двори — Ханабад, Курат і Табас карбують динари вагою 5,2 гр. Тобто на монетному ринку з'являється маса монет, карбованих за різними ваговими стандартами. Дирхемів в правління цього султана карбувалося мало, і основну масу їх в обігу становили монети, виготовлені раніше (в правління від Кепек-хана до Ясун-Тимура).

## Монетний двір у Гераті
У 1221 році місто розграбоване і зруйноване монголами. У давнину — один із центрів караванної торгівлі Великого шовкового шляху. Після поруйнування Мерву та Балху торгові шляхи з Персії на Індію та Китай проходили через Герат. У 1236 році район Герату знову відновився, а містом та околицями керували еміри з династії курдів під наглядом ільханів. Після розпаду улусу Хулагу почалася боротьба за владу поміж племенами в Хорасані. За часів правління еміра Астабаду Валі (1356—1366, 1374—1384) робиться спроба об'єднати племена поміж собою. З його дозволу, а також з дозволу емірів Кухістану та Герату чагатайським та могулістанським ханом Баян-Кулі (1348—1358) проводиться політика ісламізації диких племен. У 1380 році Герат увійшов до складу держави Тимуридів. Нині місто та адміністративний центр на північному заході Афганістану розміщене на півдні річки Гери Руд.

### Динари

Карбування в Гераті, ^{1}⁄_{2} динари, 1359 (758 р. Г.) рік

За часів правління Баян-Кулі в Гераті (араб. هرات) карбуються монети номіналами 1 (8,5—8,7 г) та 1⁄2 динари (бл. 4,3 г) у Гераті. На аверсі в подвійному лінійному (середній крапковий) легенда в 3 рядки, в центрі нижнього надпису Ф-подібна тамга, з боків віньєтки. На реверсі в подібних колах подвійний лінійний чотирикутник, у полі вихідні дані, з боків чотирикутника віньєтки.

## Монетні двори Кухістану
Історична гірська область Кухістан (дослівно «гірська країна» (Бадахшанська провінція, Кухістанський район, Афганістан) об'єднує поміж собою хребти та міжгірські масиви. Місцевість лежить між пустелями Деште-Кевір і Деште-Лут у Іранському нагір'ї. В 30-х роках XIV ст. Ібн Батута згадував про Кухістан у своїх працях: «Виїхавши із Балхи, протягом 7 днів и перейшли через гори Кухістану. Там було чимало багатолюдних поселень, де підземні води і дерева густо покриті листям, більша частина яких — інжир. В цих місцевостях багато будівель і в них живуть благовірні мужі».

### Динари

Карбування в Кухістані. Позначення монетного двору як Курат. Динар, 1356 рік.

Наприкінці 50-х років XIV ст. в таких містечках Кухістану (араб. قهستان), як Ханабад, Курат та Табаз (у середні віки ці міста розміщувалися на півдні кордону Великого Степу) функціонували монетні двори, на яких карбувалися монети з ім'ям чаґатайського та могулістанського хана Буян-Кулі. Зображення на монетах номіналом в 1 динар Ханабаду, Курату та Табазу було подібним на всіх монетних дворах. На аверсі в лінійному подвійному чотирикутнику ім'я та титул хана в 3 рядки, в нижньому рядку в центрі Ф-подібна тамга. З боків чотирикутника позначення монетного двору та рік абджадом. На реверсі в лінійному колі 5-дуговой картуш із загостреними кінцями в полі якого надпис. За картушу легенда.

## Монетний двір у Бадахшані
Далеко на схід від основної частини Бадахшану лежить довгий та вузький Коридор Вахан (пушту دهلېز واخان). Історично коридор Вахан на межі західної та східної частини Центральної Азії був важливим регіоном тисячі років, оскільки через нього проходив караванний маршрут Великого шовкового шляху з'єднуючий Індію, Близький та Далекий Схід. Це був найбільш важким і захищений гірськими масивами відрізок шляху і лише відчайдушні мандрівники могли через нього перейти. Незважаючи на надзвичайно важку місцевість, коридор історично використовувався як торговий шлях між Бадахшаном та Яркендом. В середні віки в Бадахшані видобували лазурит.
Під час монгольських завоювань у 20-х роках XIII ст. були поруйновані великі міста Центральної Азії — Бадахшан, Газні, Баміан, Герат, Балх, Хост та ін. За всі роки існування Чагатайського улусу та Нікудерійської Орди велися постійні війни в сусідніх районах, що не дозволяло отримати їм економічний розвиток. У 1334 році, в союзі з гератським еміром Му'ізз ад-Дін Картом (1331—1370) та термезьким еміром Ала ал-Мулком, чагатайський емір Халі-Султан розбив війська Бузан-хана, що вів агресивну політику щодо мусульман, а самого Бузун-хана було повішено на струні від лука. В 30-40 роки владу в Чагатайському улусі очолили хани із роду нікудеридів.
Нині місто та провінція на північному сході Афганістану. На півночі та на північному заході межує з Горно-Бадахшанською автономною областю й Хатлонською областю Таджикистану, на південному сході з Пакистаном, на крайньому сході з Китаєм. Також на заході з афганськими провінціями Тахаром, на південному заході з Панджером і на півдні з Нурістаном.

### Динари

Карбування у Бадахшані, динар (7,7 гр.), 1338 (737 р. Г.). хан Ясун-Тимур

Перші динари Бадахшану (перс. بدخشان) почали карбуватися за часів правління чагатайського хана Ільчиґідая (1326—1329) в 1328 (727 р. Г.). Карбувалися фракції 1⁄6 динари, вагою в 2,65-2,7 гр.
- 1) На аверсі монети в 1⁄6 динари в лінійному колі зазначався монетний двір, в центрі Ф-подібна тамга. По-колу в лінійному колі легенда. На реверсі в подвійному лінійному (центральне крапкове) колі Шагада Ісламу[10][11].
- 2) Анонімна фракція в 1⁄6 динари. 1326—1331 роки. На аверсі монети Ф-подібна тамга, з боків надписи. На реверсі в центрі від малого кола (в середині крапка) з боків пелюстки, розділені горизонтальними лініями. Вгорі та знизу 3-овірні «вузли щастя» сполучені з віньєтками.
- 3) У 1337, 1338, 1341 (736, 737, 740 роки Гіджри) роках, за часів правління ханів Чанкші та Ясун-Тимура із роду нікудерійців, карбувалися срібні динари вагою 7,7 гр. На аверсі в подвійному лінійному (середній крапковий) колі карбувалися в 4 рядки Шагада, з лівого боку 2 «вузли щастя». На реверсі в лінійному колі позначення монетного двору, знизу рік. В центрі велика Ф-подібна тамга. Навколо надпис.
- 4) Ясун-Тимур. На аверсі у 8-дуговому картушу з 4-ма загостреними кутами карбувалися надписи, на реверсі у 4-дуговому картуші легенда.
- 5) У 1343, 1344, 1345—1346 (742, 743, 746 рр. Г.) роках карбувалися срібні динари з іменем чаґатайського хана Казан-хана. На обох сторонах монети, в подвійних лінійних колах, надписи в 5 рядків. На реверсі, в центрі нижнього рядка — Ф-подібна тамга. У 1342 році карбуються динари з позначенням імені чаґатайського хана Халі-Султана. У 1341—1343 карбуються динари, на яких позначені обидва імені ханів[12].
- 6) Емір Нікудерійської Орди Баха ал-Дін (1317—1389). Роки карбування: 1345—1361. На аверсі у подвійному лінійному колі подвійний 8-дуговий картуш з 4 загостреними кінцями. В полі картушу 12 імен Імамів, поміж кутами віньєтки. На реверсі 6-кутна зірка в полі якої надпис: «Султан-і-Муаззан Шах Баха ал-Дін». В зовнішніх нішах, поміж кутами, позначення монетного двору та рік.
- 7) Емір Баха ал-Дін. На аверсі у 8-кутній зірці, з вигнутими дугами, вихідні дані. На реверсі у 6-дуговому картушу в полі та поза полем 12 імен Імамів, зліва рік.
- 8) Емір Баха ал-Дін. В лінійному та крапковому колах 8-дуговий картуш в центрі якого надпис. З боків «вузли щастя». На реверсі в 6-дуговому карушу із загостреними кінцями легенда, з боків дуг віньєтки.
- 9) Емір Баха ал-Дін. Кінець 50-х років XIV ст. В лінійному та крапковому колах 8-дуговий картуш в центрі якого надпис. Знизу Ф-подібна тамга. В лінійному колі легенда куфічним почерком.
- 10) Емір Бахрам-шах. Роки карбування — 1360—1376. Фракція 1⁄6 динари. З обох сторін надписи.
- 11) Чаґатайський та могулістанський хан Туглу-Тимур (1360—1363 роки). На аверсі у подвійному лінійному колі подвійний 8-дуговий картуш з 4 загостреними краями та з малими колами на стиках. В полі картушу зазначений монетний двір та праворуч рік. На реверсі, в лінійному подвійному колі, 6-дуговий картуш в полі якого легенда в 5 рядків. З боків віньєтки.
- 12) Туглу-Тимур. На аверсі складний картуш з 8-ма загостреними кінцями та зі сполученими з ними дугами. В полі однієї з дуг «вузол щастя», в решті дуг віньєтки. На реверсі у крапковому та подвійному лінійному колах 6-кутна зірка, що сполучена із 6-дуговим картушем. В центрі поля ім'я та титули хана, в зовнішніх нішах вихідні дані. В дугах картуші рік, віньєтки, «вузол щастя». Подібні динари карбувалися також з іменем еміра Баха ал-Діна.
- 13) За часів чаґатайського та могулістанського хана Кабул-шаха (1364—1370) карбуються фракції динарів —1⁄4 (вага бл. 2 гр.) та 1⁄6 (вага бл. 1,26 гр.) динари. На аверсі у подвійному лінійному колі 6-дуговий подвійний картуш в полі якого Шагада. На реверсі в лінійному колі 8-дуговий подвійний картуш із 4 загостреними кінцями, в полі легенда. Також існують різновиди в цей період, де надписи в подвійних колах[13].

### Данги

Карбування у Бадахшані, анонімний данг (0,3 гр.), 1345—1359 (745—759 р. Г.)

Анонімний данг. Роки карбування 1345—1359. На аверсі в лінійному колі чотирикутник в центрі якого надпис. З боків чотирикутника по 4 невеликих зубчиків. На реверсі у 8-дуговому картушу з 4 загостреними кінцями Ф-подібна тамга, з боків вихідні дані. Існують різновиди з горизонтальною Ф-подібною тамгою, з віньєтками з боків чотирикутника та з надписом в картушу.

### Дирхами

Карбування у Бадахшані, дирхам (1.26g), 1290—1292 (690—692 р. Г.), емір Давлет-шах

Монетне карбування в Бадахшані (перс. بدخشان) почалося в період правління чаґатайського хана Дуви.
- 1) Дува (1280—1300). На аверсі Ф-подібна тамга, навколо неї вихідні дані. На реверсі легенда. Вага — 0,41 гр.
- 2) Емір Нікудерійської Орди Давлет-шах. 1290—1292 (690—692 р. Г.). На аверсі в подвійному лінійному колі (середній крапковий) позначене ім'я шаха, з боків по 2 крапки. На реверсі в подвійному лінійному колі (середній крапковий) позначення монетного двору, в центрі Ф-подібна тамга[13].
- 3) Давлет-шах. 1290—1292. В подвійному лінійному колі (середній крапковий) чотирикутник, в полі якого Шагада. З боків продовження Шагади. На реверсі в подвійному лінійному колі (поміж колами надпис) в центрі Ф-подібна тамга, з боків позначення монетного двору.
- 4) Давлет-шах. 1292. На аверсі та на реверсі в подвійному лінійному колі легенда, поміж колами надпис. На реверсі в центрі надпису Ф-подібна тамга.
- 5) Емір Нікудерійської Орди Навруз. 1293—1297 роки карбування. Вага — 2,44 гр. На аверсі в лінійному колі та в чотирикунику надпис, вгорі 6-кутна мала зірка. Праворуч від центру «вузол щастя». На реверсі в лінійному колі легенда, в центрі Г-подібна тамга[14].
- 6) Емір Нікудерійської Орди Алі-шах II. 1310—1318 роки карбування. На аверсі в лінійному колі та в чотирикутнику надпис в 3 рядки, з боків чотирикутника легенда. На реверсі в лінійному колі та в подвійному 6-кутному картушу легенда. Знизу в картуші Ф-подібна тамга[13].

### Пули (фельси, фулуси)

Карбування у Бадахшані, анонімний пул (1360-ті роки)

Анонімний пул. Роки карбування бл. 1360-ті. На аверсі в чотирикутнику вихідні дані, з боків чотирикутника «вузли щастя» сполучені з віньєтками. На реверсі вгорі та знизу надписи, в центрі анепіграфні зображення сполучені з «вузлом щастя».

## Монетний двір у Газні
Місто Газні розміщене на південному заході від Кабулу (Афганістан) на шляху до Кандагару. До завоювання міста монголами у 1221 році воно належало Хорезмшахам. З 1269—1334 роки у складі Нікудерійської Орди. Наприкінці XIV — початку XVI століть місто стало підпорядковуватись Тимуридам.

### Джитали

Карбування у Газні. Джидал. Емір Ходжа-Кутлуг

В часи панування чагатаїдами у Газні (пушту غزني) еміром Нікудерійської Орди Ходжа-Кутлугом (1298—1299, 1306—1307) карбувалися мідні та посріблені мідні джитали (вага —3,21-4,1 гр.), рівноцінні за вагою до чагатайських пулів. Відомі 3 типи карбування мідних джиталів:
- 1) На аверсі легенда «Монету викарбував Ходжа-Кутлуг» (араб. سکه بنام خواجه قتلع), на реверсі Шагада Ісламу: «Немає Бога крім Аллаха і Магомет — пророк його» (араб. أشهد أن لا إله إلا الله وأشهد أن محمدا رسول الله)‎. Існує різновид з легендою уйгурською мовою на реверсі та з іменем чагатайського хана Дуви.
- 2) Ходжа-Кутлуг. В лінійному колі зазначення монетного двору, по колу ім'я еміра. На реверсі в лінійному колі Шагада. Існує різновид з легендою уйгурською мовою на реверсі.
- 3) 1300——1301. На аверсі в центрі лінійного кола Ф-подібна тамга, навколо ім'я еміра. На реверсі легенда «Карбування в Газні» (араб. غزني بنام). Існують різновиди із зазначенням титулів — падишах та хан[5].

## Монетний двір у Хості
Під час монгольських завоювань у 20-х роках XIII ст. були поруйновані великі міста Центральної Азії — Бадахшан, Газні, Баміан, Герат, Балх, Хост та ін. В 1280—1300 роки Термез, Бадахшан, Хост та Газні знаходився під владою чаґатайського хана Дуви. Бл. початку і до середини XIV ст. керування під наглядом чаґатайських ханів, відбувалося від імені емірів Нікудерійської Орди, пізніше емірів Бадахшану. Управління чаґатаїдів у Хорасані поновилася за часи правління Туглу-Тимура. В 1350-х роках він розпочав ісламізацію в Могулістані. У 1360—1361 роках його військами був завойований Мавераннахр. З 1380-х років місто перейшло під керування тимуридів. Нині Хост — місто на південному сході Афганістану, центр провінції Хост, що знаходиться в 30 км від пакистанського кордону.

### Динари

Карбування у Хості, ^{1}⁄_{6} динари, хан Туглу-Тимур

У Хості (перс. خوست) карбування срібних динарів та їхніх фракцій почалося в період правління еміра Бадахшану Баха ал-Діна.
- 1) Баха ал-Дін (Роки карбування — 1345—1359). На аверсі в подвійному лінійному колі (поміж колами надпис) 6-дуговий картуш з «вузлами щастя» на стиках дуг, в полі картушу легенда. На реверсі у лінійному колі 8-дуговий картуш із 4 загостреними кінцями в центрі якого надпис. У вільних сегментах «вузли щастя», з боків картушу віньєтки. Також карбувалися фракції — 1⁄6 динари (2,1-2,21 гр.) з подібним зображенням.
- 2) За часів правління чагатайського та могулістанського хана Туглу-Тимура (1360—1363 роки) карбуються фракції — 1⁄6 динари. На аверсі у подвійному лінійному колі 8-дуговий картуш, у полі якого Шагада. З боків імена 4 правовірних халіфів. На реверсі в лінійному колі 6-дуговий подвійний картуш, у полі якого легенда. Вага — 1,26 гр. Подібні монети карбувалися і за часів золотоординського хана Хасана (1368—1369) з іменами його маріонеток у Могулістані та Хорасані — Кабул-шахом та Аділ-Султаном (1363, 1370—1372 роки).
- 3) Емір Бадахшану Бахрам-шах. (Роки карбування — 1360—1376). Фракції 1⁄3 та 1⁄6 динари. В лінійному колі в полі надпис. Зліва Ф-подібна тамга розміщена горизонтально. На реверсі у лінійному колі подвійний 8-дуговий картуш з 4-ма загостреними кінцями. В полі легенда. Існують різновиди з вертикально-розміщеною тамгою[13].

### Дирхами

Карбування у Хості, дирхам (2,37 гр.) 710 р. Г. емір Алі-Шах II

Карбування дирхамів у Хості відбувалося до грошової реформи Кепека (1321) емірами Нікудерійської Орди.
- 1) Емір Алі-шах II. 1310—1318. На аверсі в лінійному колі та в чотирикутнику надпис в 3 рядки, з боків чотирикутника віньєтки. На реверсі в лінійному колі та в подвійному 5-кутному картушу легенда, з правого боку віньєтка. Праворуч «вузол щастя». Знизу у картушу Ф-подібна тамга.
- 2) Емір Аргун-шах. 1310. В подвійному лінійному колі (поміж колами надпис) легенда, в центрі Ф-подібна тамга. На реверсі в лінійному колі та в чотирикутнику надписи.
- 3) Емір Бахт. 1292—1315. На аверсі в лінійному колі чотирикутник, в полі якого надпис. З боків 3-отворні «вузли щастя» сполучені з віньєтками. На реверсі в подвійному лінійному колі (поміж ними надпис) позначення монетного двору, в центрі Ф-подібна тамга[13].